# Liste der Sprecher der Nationalversammlung von Namibia
Dies ist die Liste der Sprecher der Nationalversammlung von Namibia, dem Unterhaus. 
| Name                       | Foto                       | Vize                                                 | Amtszeit                       |
| -------------------------- | -------------------------- | ---------------------------------------------------- | ------------------------------ |
| Hage Geingob*              | Hage Geingob               | –                                                    | 1. November 1989–21. März 1990 |
|                            |                            |                                                      |                                |
| Mose Tjitendero            |                            | Zephania Kameeta (bis 2000) Willem Konjore (ab 2000) | 21. März 1990–21. März 2005    |
| Theo-Ben Gurirab           | Theo-Ben Gurirab           | Doreen Sioka (bis 2010) Loide Kasingo (ab 2010)      | 21. März 2005–21. März 2015    |
| Peter Katjavivi            | Peter Katjavivi            | Loide Kasingo                                        | 20. März 2015–20. März 2025    |
| Saara Kuugongelwa-Amadhila | Saara Kuugongelwa-Amadhila | Phillipus Katamelo                                   | seit 20. März 2025             |

* Vorsitzender der Verfassungsgebenden Versammlung Namibias.